# Aiteta rufula
Aiteta rufula är en fjärilsart som beskrevs av W. Warren 1912. Aiteta rufula ingår i släktet Aiteta och familjen trågspinnare. Inga underarter finns listade i Catalogue of Life.